# Elymus multiflorus
Elymus multiflorus là một loài thực vật có hoa trong họ Hòa thảo. Loài này được (Banks & Sol. ex Hook.f.) Á.Löve & Connor mô tả khoa học đầu tiên năm 1982.